# افسر (فیلم ۲۰۱۸)
افسر (به پنجابی: Afsar) و (به انگلیسی: Officer) فیلمی هندی محصول سال ۲۰۱۸ و به کارگردانی گلشن سینگ است. در این فیلم بازیگرانی همچون تارسم جاسار، نیمرات کهیرا، گورپریت گوگی و کارامجیت آنمول ایفای نقش کرده‌اند.